# Microlino
La Microlino est une automobile électrique urbaine et compacte du constructeur suisse Micro Mobility Systems (abrégé Micro) (en), homologuée en tant que quadricycle, avec ses roues arrière resserrées.

## Présentation
L'interprétation moderne de l'Isetta, la Microlino du fabricant de trottinette électriques Micro Mobility Systems est présentée sous forme de prototype au salon international de l'automobile de Genève 2016 puis virtuellement au salon de Francfort en septembre 2017.
En janvier 2018, Micro Mobility Systems présente une version de pré-série au Salon de l'automobile de Bruxelles réalisée en partenariat avec le fabricant de voiturettes italien Tazzari. Celui-ci produit déjà une voiturette électrique nommée Tazzari Zero et comme elle, la Microlino appartient à la classe des quadricycles lourds, et non des voitures particulières. Elle est donc accessible dès 16 ans avec le permis B1 en France.
La Microlino reçoit son homologation européenne dans la catégorie des quadricycles lourds en août 2018, et sa production est prévue pour la fin du second semestre à Imola dans l'usine de Tazzari, et commercialisée au tarif de 12 000 euros.
En décembre 2018, le constructeur annonce que Tazzari se retire du projet et que la Microlino pourrait être produite en Allemagne chez Artega, constructeur de voitures de sport, début 2019. Finalement, la production reste en Italie dans l'usine de Turin.
Elle est présentée dans sa version quasi-définitive au salon international de l'automobile de Genève 2018 avec une batterie de type LiFePo4. La version de série est présentée au salon de l'automobile de Munich en septembre 2021, avec une nouvelle batterie, et commercialisée officiellement à partir du 21 septembre 2021 dans la catégorie des quadricycles lourds (L7e).
Le 26 février 2024, le constructeur présente la version Lite de la Microlino lors de la 90e édition du salon de Genève. Celle-ci est limitée à 45 km/h et accessible dès 14 ans.

### Design
La Microlino s'inspire de l'Iso Rivolta Isetta de 1953 dont elle reprend les lignes modernisées. Comme son ancêtre, elle reçoit une unique porte frontale pour accéder dans son habitacle conçu pour deux personnes, et un hayon qui s'ouvre sur un coffre de 300 litres.

## Caractéristiques techniques
La Microlino est une micro-citadine de 2,44 m de long et 1,5 m de large pour un poids de 500 kg (450 kg sans les batteries). Ce poids léger lui permet d'être sous la réglementation d'un quadricycle, parfois appelé voiturette.
La BMW Isetta était motorisée par un monocylindre essence quatre temps de 245 cm3, issu de la BMW R27 , l'Isetta VELAM et l'Isetta ROMI par un bi-cylindre 2 temps. La Microlino reçoit une motorisation électrique alimentée par une batterie au phosphate de fer lithié.

### Motorisations
La voiturette électrique est équipée d'une motorisation 100 % électrique de 12,5 kW (16 ch) et 89 N m de couple. Elle peut passer de 0 à 50 km/h en 5 secondes pour une vitesse maximale de 90 km/h.
La Microlino Lite est dotée d'un moteur de 6 kW (jusqu’à 9 kW en crête) et il est bridé à 45 km/h.

### Batteries
La Microlino peut recevoir au choix une batterie NMC (nickel-manganèse-cobalt), produite par BMZ Group, d'une capacité de 6 kWh qui lui confère une autonomie de 95 km, ou 10,5 kWh pour 175 km d'autonomie, ou encore une batterie NCA (nickel-cobalt-aluminium) de 14,4 kWh pour parcourir 230 km sans recharger.
La Microlino Lite est dotée au choix d'une batterie Lithium-ion NMC de 5,5 kWh ou une batterie NCA de 11 kWh.
Selon la capacité de la batterie, la recharge demande 3 à 4 heures sur une prise domestique standard (monophasée 10A, 230V, 50Hz). Le temps de recharge 0 à 100% est abaissé à 1h si une borne de recharge pour voiture électrique est utilisée.

## Finitions
- Urban[14]
- Dolce
- Competizione

### Série limitée
- Pioneer Edition, limitée à 999 exemplaires[15].